# Ordo Templi Orientis
Ordo Templi Orientis (O.T.O.) (Ordinul Templului de Est sau Ordinul Templierilor Orientali) este o organizație fraternă și religioasă internațională, fondată la începutul secolului al XX-lea, de Carl Kellner și Theodor Reuss. Scriitorul ocultist britanic Aleister Crowley este cel mai cunoscut și influent membru al ordinului.
La început, s-a dorit modelarea după, și asocierea acestuia cu francmasoneria europeană, prin organizațiile Masonilor templieri, dar, sub conducerea lui Aleister Crowley, O.T.O. a fost reorganizat având Legea Telema ca principiu religios central. Această Lege, exprimată prin formulările „Fă ce-ai voi a fi împlinirea Legii" și „Dragostea este legea, iubește ce voiești” — a fost promulgată în anul 1904, odată cu scrierea Cărții Legii.
Similar multor societăți secrete, apartenența la O.T.O. este bazată pe un sistem de inițiere cu câteva ceremonii de grad, care folosesc piese rituale (similare celor din arta teatrală) pentru formarea legăturilor fraternale și răspândirea cunoștințelor spirituale și filozofice.
În O.T.O. este inclusă și Ecclesia Gnostica Catholica (EGC, Congregația Gnostică Catolică) sau Biserica Gnostico-Catolică, care este brațul ecleziastic al Ordinului. Ritul principal, care este public, se numește Liber XV, sau slujba gnostică.

## Istorie

### Origini
Este dificil de analizat istoria începutului O.T.O. Acesta a avut originile în Germania sau Austria între anii 1895 și 1906. Fondatorul său aparent a fost Carl Kellner (în germană prenumele se scrie Karl), un bogat industriaș austriac, în anul 1895 (deși nu se știe nimic sigur despre Ordin până în anul 1904).
Theodor Reuss (n. 1855 – d. 1923) a colaborat cu Kellner la crearea O.T.O., și l-a urmat la conducerea O.T.O. după moartea lui Kellner. Sub Reuss, au fost acordate drepturi de folosință unor fraternități oculte din Franța, Danemarca, Elveția, S.U.A. și Austria. Erau nouă grade, dintre care primele șase erau masonice.
În anul 1902, Reuss, împreună cu Franz Hartmann și Henry Klein, au cumpărat dreptul de efectuare a Ritului Memphis și Mizraim al francmasoneriei, autorizare care a fost confirmată în anul 1904 și apoi în anul 1905. Deși aceste rituri sunt considerate ca fără regularitate, împreună cu Ritul Swedenborg au format nucleul noului Ordin fondat.

## Filozofia O.T.O.
„Ordinul oferă instruire ezoterică prin ritualul dramatic, îndrumarea într-un sistem de etică iluminată și comuniune printre aspiranți la Marea Operă de realizare a divinului în omenire.”
O.T.O. are două axe ale activității rituale: inițierea în Taine și serbarea slujbei gnostice, Liber XV. În plus, Ordinul organizează prelegeri, cursuri, evenimente sociale, producții teatrale și expoziții artistice, publică reviste și cărți și asigură instruiri pentru științe ermetice, yoga și magick.

## Inițiere și ideologie
Apartenența la O.T.O. se bazează pe un sistem de ceremonii de inițiere (sau gradații, grade, trepte) cre folosește ritualuri dramaturgice pentru stabilirea legăturilor fraternale între membri și răspândirea ideologiei.
Gradele au și o funcție organizațională, pentru că trebuie parcurse anumite grade înainte de a primi diverse funcții în Ordin (ex. gradul al XI-lea este necesar pentru ordinația ca preot sau preoteasă în Ecclesia Gnostica Catholica).
Sunt treisprezece grade numerotate și douăsprezece ne-numerotate, care sunt împărțite în trei niveluri sau „triade” — triada Ermitului, triada Îndrăgostitului și cea a Omului de Pământ.
Aditerea în fiecare grad al O.T.O. implică o inițiere și depunerea unui jurământ, care sunt similare celor folosite în francmasonerie, după cum susține O.T.O.
Pentru parcurgerea triadei Omul de Pământ este necesară propunerea membrilor din conducere. Pentru parcurgerea gradului de Cavaler de Est și Vest și a următoarelor este necesară invitația membrilor conducători.
Țelul inițierilor în O.T.O. este de „a instrui individul, prin alegorii și simboluri, cu privire la misterele profunde ale naturii și astfel a ajuta pe fiecare să descopere propria identitate adevărată”.
Întregul sistem este următorul:
- Triada Omul de Pământ
  - 0° — Minerval
  - I° — Om și Frate
  - II° — Magician
  - III° — Maestru Magician
  - IV° — Magician Perfect și Companion al Sfintei Arcade Regale a lui Enoh
  - P.I. — Inițiat Perfect sau Prinț de Ierusalim
- În afara Triadelor
  - Cavalerul de Est și Vest
- Triada Îndrăgostitului
  - V° —
    - Suveranul Prinț Rose-Croix și Cavaler de Pelican și Vultur
    - Cavaler de Vultur Roșu, și Membru în Senatul de Cavaler al Filozofilor Ermetici

  - VI° —
    - Ilustru Cavaler (Templier) al Ordinului Sacru, și Companion al Sfântului Potir
    - Mare Comandant Inchizitor, și Membru în Marele Tribunal
    - Prinț al Secretului Regal

  - VII° —
    - Theoreticus, și Prea Ilustru Suveran Mare Inspector General
    - Magus de Lumină, și Episcop de Ecclesia Gnostica Catholica
    - Mare maestru de Lumină, și Inspector de Rituri & Grade
- Triada Ermitului
  - VIII° —
    - Prelat Perfect al Illuminati
    - Epopt al Illuminati

  - IX° — Inițiat al Sanctuarului Gnozei
  - X° — Rex Summus Sanctissimus
  - XI° — Inițiat ale Gradului Unsprezece (este un grad tehnic și nu are legătură cu planul general al Ordinului)
  - XII° — Frater Superior, și Capul Exterior al Ordinului

### Sex Magick
Gradele Triadei Ermitului sunt de natură sexuală. În gradul VIII°, inițiații învață practicarea magiei masturbării, în gradul IX° tehnicile magice legate de contactul vaginal, iar în gradul XI° o formă de sex magick care implică contactul anal.

## Structura
Corpurile de guvernare ale O.T.O. includ:
1. Sediul internațional
  - Prezidat de Capul Exterior al Ordinului XII° (O.H.O. — cunoscut și ca Frater Superior)
  - Consiliul Suprem
  - Revoluționarii
2. Suveranul Sanctuar al Gnozei al IX°
3. Areopagus Secret al Illuminati al VIII°
4. Marele Tribunal al VI°
5. Mare Lojă națională
  - Prezidată de Marele Maestru Național X°
  - Consiliul Executiv
6. Marele Consiliu Suprem
7. Colegiul Electoral

### Internațional
1. Sediul Internațional este corpul care conduce O.T.O. în toată lumea. Ca și corp conducător, acesta este cunoscut ca Consiliul Suprem internațional, care constă din Capul Exterior al Ordinului (O.H.O. — cunoscut și ca Frater Superior), Secretarul General și Trezorierul General.